# 2016年リオデジャネイロパラリンピックのフィジー選手団
2016年リオデジャネイロパラリンピックのフィジー選手団（2016ねんリオデジャネイロパラリンピックのフィジーせんしゅだん）は、2016年9月7日から9月18日までブラジルのリオデジャネイロで開催された2016年リオデジャネイロパラリンピックフィジー選手団の名簿。

## 選手団
- 人員: 選手 2人

## 種目別選手・スタッフ名簿及び成績

### 陸上競技
- エペリ・バレイバウ（男子走り高跳び T45/46/47 切断・機能）1.70m 11位

### 卓球
- メア・ローデン（女子シングルス クラス5 車いす）予選グループ敗退